# Esomeprazol
Esomeprazol is een maagzuurremmer (protonpompremmer) die wordt gebruikt voor de behandeling van dyspepsie, maagzweer, oesofageale reflux en het syndroom van Zollinger-Ellison.
Esomeprazol is het S-enantiomeer van omeprazol. De stof is beter bekend onder de merknaam Nexium® (NL) of Nexiam® (B). De producent AstraZeneca beweert iets verbeterde werkzaamheid boven het racemisch mengsel zoals in - het inmiddels generiek verkrijgbare en daarmee vele malen goedkopere - omeprazol aanwezig is. De bewering van de producent wordt overigens betwist. De WHO geeft dan ook als dagdosering voor omeprazol 20 mg en voor esomeprazol 30 mg. De financiële belangen van de producent zijn enorm: tussen de introductie in 2001 en 2005 verdiende AstraZeneca meer dan 14 miljard dollar aan Esomeprazol.
Sinds 2011 is esomeprazol ook generiek verkrijgbaar.